# Darcy Marquardt
Darcy Marquardt (* 22. März 1979 in Vancouver) ist eine ehemalige kanadische Ruderin.
Die 1,82 Meter große Marquardt ruderte für die Victoria Vikes, den Sportklub der University of Victoria. Marquardt gewann 2002 ihre erste Weltmeisterschaftsmedaille und 2012 ihre erste Olympiamedaille. 2006 gewann sie in München ihre erste Weltcupregatta im Zweier ohne Steuerfrau, im selben Jahr wurde sie zusammen mit Jane Thornton Weltmeisterin. Nachdem die beiden 2007 in München nicht das Weltmeisterschafts-Finale erreichten, stiegen sie für die Olympischen Spiele 2008 in den kanadischen Achter um. 2012 erruderte Marquardt mit dem Achter in München ihren zweiten Weltcupsieg.

## Endkampfplatzierungen
(OS=Olympische Spiele, WM=Weltmeisterschaften)
- WM 2002: 2. Platz im Vierer ohne Steuerfrau (Roslyn McLeod, Rachelle Viinberg, Darcy Marquardt, Pauline van Roessel)
- WM 2002: 6. Platz im Achter (Roslyn McLeod, Katy Dunnet, Darcy Marquardt, Karen Clark, Jacqui Cook, Rachelle Viinberg, Dorota Urbaniak, Pauline van Roessel und Steuerfrau Sarah Pape)
- WM 2003: 3. Platz im Achter (Jacqui Cook, Karen Clark, Rachel Dunnet, Andréanne Morin, Darcy Marquardt, Pauline van Roessel, Roslyn McLeod, Buffy-Lynne Williams und Sarah Pape)
- OS 2004: 4. Platz im Zweier ohne Steuerfrau (Darcy Marquardt, Buffy-Lynne Williams)
- WM 2006: 1. Platz im Zweier ohne Steuerfrau (Darcy Marquardt, Jane Thornton)
- OS 2008: 4. Platz im Achter (Heather Mandoli, Andréanne Morin, Sarah Bonikowsky, Ashley Brzozowicz, Romina Stefancic, Buffy-Lynne Williams, Darcy Marquardt, Jane Thornton und Steuerfrau Lesley Thompson)
- WM 2010: 2. Platz im Achter (Emma Darling, Cristy Nurse, Janine Hanson, Rachelle Viinberg, Krista Guloien, Ashley Brzozowicz, Darcy Marquardt, Andréanne Morin und Lesley Thompson)
- WM 2011: 2. Platz im Achter (Janine Hanson, Rachelle Viinberg, Natalie Mastracci, Cristy Nurse, Krista Guloien, Ashley Brzozowicz, Darcy Marquardt, Andréanne Morin und Lesley Thompson)
- OS 2012: 2. Platz im Achter (Janine Hanson, Rachelle Viinberg, Krista Guloien, Lauren Wilkinson, Natalie Mastracci, Ashley Brzozowicz, Darcy Marquardt, Andréanne Morin und Lesley Thompson)